# Dukwi
Dukwi è un villaggio del Botswana situato nel distretto Centrale, sottodistretto di Tutume. Il villaggio, secondo il censimento del 2011, conta 3.438 abitanti.

## Località
Nel territorio del villaggio sono presenti le seguenti 30 località:
- Augoree di 18 abitanti,
- Dakati di 15 abitanti,
- Dhxerekaree di 2 abitanti,
- Dukwi Vet Gate+Quarantine di 29 abitanti,
- Dukwigoretsooree di 17 abitanti,
- Dzerogoree di 10 abitanti,
- Geo Search Camp di 52 abitanti,
- Hondegoree di 23 abitanti,
- Jukrii di 9 abitanti,
- Kgwana di 4 abitanti,
- Kgwana Farm di 28 abitanti,
- Komtsia di 7 abitanti,
- Kwadiba,
- Majerengwe,
- Malelejwe di 168 abitanti,
- Marudaa di 28 abitanti,
- Mhatane di 26 abitanti,
- Nfutshaa,
- Njukuree/Bushman mine di 3 abitanti,
- Njutshaa di 86 abitanti,
- Railway Vet Camp di 1 abitante,
- Roads Camp,
- Semowane di 7 abitanti,
- Tshwaane di 175 abitanti,
- Tsiagakee di 21 abitanti,
- Tsoogoree di 4 abitanti,
- Tumbe di 20 abitanti,
- Water Util/Dukwi Refugee Cam di 2.289 abitanti,
- Xoosha di 16 abitanti,
- Xwaatibee di 11 abitanti